# Partido Comunista Colombiano
Die Partido Comunista Colombiano (PCC) (Kolumbianische Kommunistische Partei) ist eine 1930 entstandene kolumbianische Partei. Sie vertritt einen marxistisch-leninistischen Standpunkt.
1930 als Kommunistische Partei Kolumbiens (spanisch Partido Comunista de Colombia, kurz: PCC) gegründet, nahm sie 1991 ihren noch bis heute gültigen Namen an.

## Geschichte
Erste kommunistische Gruppen gab es in Kolumbien bereits nach der Oktoberrevolution in Russland 1917 und der Gründung der Sowjetunion 1922. Die Partei wurde 1930 als kolumbianische Sektion der Komintern unter dem Namen Kommunistische Partei Kolumbiens (Partido Comunista de Colombia) gegründet. 1991 erfolgte die Umbenennung zu ihrem bis heute gültigen Namen.

## Verfolgung
Während des Großteils ihrer Existenz war die Partei von Seiten des kolumbianischen Staates als auch durch Privatpersonen (zumeist aktive und ehemalige Regierungsangehörige sowie -anhänger) verfolgt und in ihren Aktivitäten eingeschränkt worden. So wurde sie durch paramilitärische Massaker und Attentate von den frühen 80ern bis Mitte der 90er stark geschwächt.

## Wahlen
Die Partei arbeitete in einem Wahlbündnis mit der Fuerza Alternativa Revolucionaria del Común (deutsch Alternative Revolutionäre Kraft des Miteinander) für die Parlamentswahl in Kolumbien 2018 zusammen. Dieses Wahlbündnis erhielt laut Friedensvertrag zehn garantierte Sitze im Kongress – je fünf Sitze im Oberhaus (Repräsentantenhaus) und im Unterhaus (Senat der Republik Kolumbien). Der Wähleranteil am 11. März 2018 lag bei unter einem Prozent, was als ein Debakel angesehen werden kann, da dieses Ergebnis für keine regulären Sitze gereicht hätte.

## Militärische Aktivitäten
In Folge Ermordung des populären Präsidentschaftskandidaten Jorge Eliécer Gaitán 1948 breiteten sich über ganz Kolumbien schwere Unruhen aus, die zu einem mehrere Jahre andauernden Konflikt führen sollten und unter der Bezeichnung La Violencia bekannt sind. Mitglieder der Liberalen wie auch der PCC organisierten daraufhin Selbstverteidigungsgruppen und Guerillaeinheiten, die gegen die Einheiten der konservativen Partei wie auch gegeneinander kämpften. Aus den kommunistischen Selbstverteidigungsgruppen gingen 1964 die Revolutionären Streitkräfte Kolumbiens (FARC) hervor. Die FARC bildeten so den bewaffneten Arm der PCC.
Beide Organisationen trennten sich 1993 voneinander.
Es ist bekannt, dass 3 Mitglieder der PCC beim Ministerium für Staatssicherheit der DDR militärisch ausgebildet wurden. Diese Ausbildung wurde bei der Arbeitsgruppe des Ministers für Staatssicherheit, Aufgabenbereich Sonderfragen durchgeführt und hatte zum Ziel, den Teilnehmern eine breite Palette an Kenntnissen über Infiltrations- und Sabotagetechniken beizubringen.

## Generalsekretäre
- 1932–1934 Luis Vidales
- 1934–1938 Ignacio Torres Giraldo
- 1938–1947 Augusto Durán
- 1947–1991 Gilberto Vieira White
- 1991–1992 Álvaro Vásquez del Real
- 1992–1994 Manuel Cepeda Vargas
- seit 1994 Jaime Caycedo Turriago